# Provenchère (Doubs)
Provenchère ist eine französische Gemeinde mit 139 Einwohnern (Stand: 1. Januar 2022) im Département Doubs in der Region Bourgogne-Franche-Comté.

## Geographie
Provenchère liegt auf 689 m, fünf Kilometer östlich von Sancey-le-Grand und etwa 27 Kilometer südsüdwestlich der Stadt Montbéliard (Luftlinie). Das Dorf erstreckt sich im Jura, im nördlichen Teil des Hochplateaus von Belleherbe, das sich zwischen dem Becken von Sancey (Vallon de Sancey) und dem Tal des Dessoubre ausdehnt, am Westfuß des Mont de Fonteny. Das Gemeindegebiet gehört zum Regionalen Naturpark Doubs-Horloger.
Die Fläche des 6,97 km² großen Gemeindegebiets umfasst einen Abschnitt des französischen Juras. Der Hauptteil des Gebietes wird vom Hochplateau von Belleherbe eingenommen, das durchschnittlich auf 700 m liegt und leicht nach Nordwesten geneigt ist. Es ist überwiegend von Wiesland bestanden, zeigt aber auch einige Waldflächen, insbesondere die Bois des Épesses im Norden. Das Plateau wird im Westen vom Taleinschnitt des Ruisseau de la Baume begrenzt, wobei die Gemeindegrenze meist entlang der Oberkante des Steilhangs verläuft. Nach Norden läuft das Plateau in mehreren Vorsprüngen aus, die von den Taleinschnitten der Quellbäche der Barbèche voneinander getrennt sind. Im Osten erstreckt sich das Gemeindeareal über eine Geländestufe auf den breiten Höhenrücken des Mont de Fonteny, auf dem mit 841 m die höchste Erhebung von Provenchère erreicht wird. Ganz im Süden reicht das Gebiet auf die Höhe von Ebey (800 m).
Nachbargemeinden von Provenchère sind Belvoir, Vernois-lès-Belvoir und Rosières-sur-Barbèche im Norden, La Grange im Osten, Belleherbe im Süden sowie Surmont und Sancey mit Sancey-le-Long im Westen.

## Geschichte
Die erste Kirche von Provenchère wird bereits im Jahr 1134 erstmals schriftlich erwähnt. Im Mittelalter gehörte Provenchère zum Herrschaftsgebiet von Belvoir. Zusammen mit der Franche-Comté gelangte das Dorf mit dem Frieden von Nimwegen 1678 an Frankreich.

## Sehenswürdigkeiten

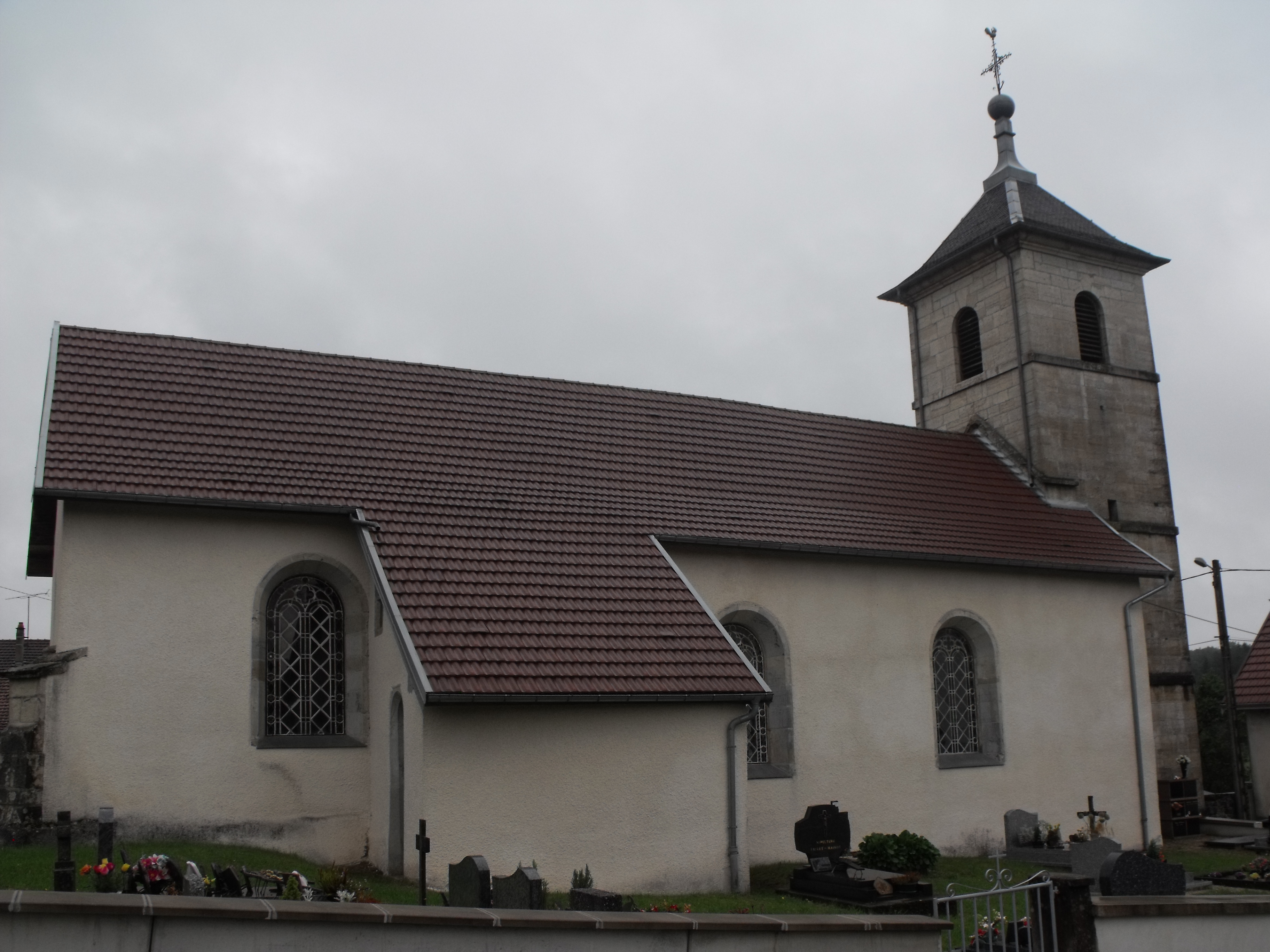
Kirche Saint-Pierre

Die heutige Dorfkirche Saint-Pierre wurde im Jahr 1690 eingeweiht; der Glockenturm wurde zu Beginn des 18. Jahrhunderts hinzugefügt. Im alten Ortskern sind verschiedene Bauernhäuser im traditionellen Stil der Franche-Comté erhalten, die zum Teil aus dem 17. Jahrhundert stammen. Vom ehemaligen Herrschaftssitz, der während der Burgunderkriege zerstört worden war, sind nur noch wenige Spuren sichtbar. Auf freiem Feld nordöstlich des Dorfes befindet sich die 1670 errichtete Chapelle de la Roche.

## Bevölkerung
| Jahr                       | 1962 | 1968 | 1975 | 1982 | 1990 | 1999 | 2006 | 2016 |
| Einwohner                  | 153  | 164  | 147  | 149  | 127  | 120  | 108  | 108  |
| Quellen: Cassini und INSEE |      |      |      |      |      |      |      |      |

Mit 139 Einwohnern (Stand 1. Januar 2022) gehört Provenchère zu den kleinsten Gemeinden des Départements Doubs. Nachdem die Einwohnerzahl in der ersten Hälfte des 20. Jahrhunderts stets im Bereich zwischen 150 und 175 Personen gelegen hatte, wurde seit Beginn der 1970er Jahre ein Bevölkerungsrückgang verzeichnet.

## Wirtschaft und Infrastruktur
Provenchère war bis weit ins 20. Jahrhundert hinein ein vorwiegend durch die Landwirtschaft (Milchwirtschaft und Viehzucht, Ackerbau) geprägtes Dorf. Daneben gibt es heute einige Betriebe des lokalen Kleingewerbes. Viele Erwerbstätige sind auch Wegpendler, die in den größeren Ortschaften der Umgebung ihrer Arbeit nachgehen.
Die Ortschaft liegt abseits der größeren Durchgangsstraßen an einer Departementsstraße, die von Sancey-le-Grand nach Maîche führt. Weitere Straßenverbindungen bestehen mit Belvoir, Rosières-sur-Barbèche und Surmont.